# Charles Traoré
Charles Traoré (* 1. Januar 1992 in Aulnay-sous-Bois) ist ein malischer Fußballspieler. Der linke Verteidiger ist auch mehrfacher Nationalspieler.

## Karriere

### Verein
Traoré spielte bis 2014 in seinem Geburtsort bei CSL Aulnay. Anschließend wechselte er zu FC Azzurri LS 90 in die vierthöchste Liga der Schweiz. Im August 2015 schloss er sich ablösefrei dem ES Troyes AC an. Sein Debüt in der Ligue 1 bestritt Traoré am 23. Januar 2016 im Alter von bereits 24 Jahren gegen den OSC Lille. Am Ende der Saison stieg Troyes in die zweite Liga ab, konnte aber in der darauffolgenden Saison den direkten Wiederaufstieg erreichen. Im Sommer 2018 wechselte er für eine Ablöse von 500.000 Euro zum FC Nantes und unterschrieb einen Drei-Jahres-Vertrag. Diesen verlängerte er im Februar 2020 bis Sommer 2023. Am 20. Dezember 2020 erzielte Traoré das erste Tor seiner Karriere in der Ligue 1. Im Sommer 2023 verließ er Nantes und wechselte zum SC Bastia in die Ligue 2.

### Nationalmannschaft
Am 27. Mai 2016 debütierte Traoré für die Nationalmannschaft Malis, dem Heimatland seiner Eltern, bei einem Freundschaftsspiel gegen Nigeria.